# GSAT-20
O GSAT-20 (também conhecido como GSAT N2 e CMS 03) é um satélite de comunicação geoestacionário indiano que está localizado na posição orbital de 68 graus de longitude leste. Ele foi construído e é operado pela Organização Indiana de Pesquisa Espacial (ISRO). O satélite foi baseado na plataforma I-4K (I-4000) Bus e sua expectativa de vida útil é de 14 anos.

## Lançamento
O satélite foi lançado com sucesso ao espaço em 18 de novembro de 2024, por meio de um veículo Falcon 9 Block 5 da SpaceX, a partir da Estação da Força Espacial de Cabo Canaveral, na Flórida. Ele tinha uma massa de lançamento de 4.700  kg.
Inicialmente, o satélite estava programado para ser lançado por meio de veículo da própria Índia, o GSLV Mk.III, mas devido ao peso da carga, foi então, posteriormente, selecionou o Falcon 9 para lançar seu satélite ao espaço.